# 李博亚
李博亚（1992年7月2日—），出生于河南省平顶山市鲁山县，就读于郑州铁道警官高等专科学校，因在实习期间企图救一名自杀者而造成伤残，双小腿被火车轧断。事件发生后，李博亚被共青团河南省委、河南省青年联合会决定授予“河南省见义勇为好青年”和“河南优秀共青团员”的称号，被中国公安部授予“二级英模”的称号。